# 阿斯帕西亞角
54°19′S 37°6′W / 54.317°S 37.100°W
阿斯帕西亞角（英語：Aspasia Point），是南極洲的海岬，位於南喬治亞島南岸，處於努涅斯角東南面16公里的范寧嶺西端，由英國南極名稱諮詢委員會命名，現時由英國海外領土管轄。